# (8825) 1988 MF
1988 أم أف (ويعرف أيضًا باسم (8825) 1988 أم أف وفق تسمية الكوكب الصغير) (بالإنجليزية: 1988 MF)‏ هو كويكب ضمن حزام الكويكبات؛ وترتيبه 8825 من حيث الاكتشاف.
اكتُشف هذا الجُرم الفلكي بواسطة اليانور إف. هيلين في 16 يونيو 1988.

## وصلات خارجية
- (8825) 1988 MF في قاعدة بيانات مختبر الدفع النفاث لأجرام النظام الشمسي الصغيرة

- الاكتشاف · مخطط المدار ·  العناصر المدارية · المعلمات المادية

- (8825) 1988 MF على موقع ويكي سكاي: DSS2, SDSS, GALEX, IRAS, Hydrogen α, X-Ray, Astrophoto, Sky Map, Articles and images